# Антрацен
Антраце́н  (трицикло-[8.4.0.03,8]-тетрадека-1,3,5,7,9,11,13-гептаен) — углеводород, бесцветные кристаллы, tпл 218° C. Нерастворим в воде, растворим в ацетонитриле и ацетоне, при нагревании растворим в бензоле.

## Химические свойства
По химическим свойствам сходен с нафталином (легко нитруется, сульфируется и т. д.), но отличается от него тем, что легче вступает в реакции присоединения и окисления.
Антрацен может фотодимеризоваться под действием УФ излучения. Это приводит к существенному изменению свойств вещества.

В димере имеются две ковалентные связи, образованные в результате [2+2] циклоприсоединения. Димер распадается обратно на две молекулы антрацена при нагревании или при УФ облучении с длиной волны ниже 300 нм. Обратимая димеризация и фотохромизм — основание для потенциального использования моно- и полизамещённых антраценов. Реакция чувствительна к кислороду.
В большинстве других реакций антрацена также атакуется центральное ядро, как наиболее активное.
Электрофильное замещение идёт в положения «9» и «10» центрального кольца, антрацен легко окисляется, давая антрахинон, C14H8O2 (ниже).

## Получение
Антрацен получают из каменноугольной смолы. Классическим методом лабораторного получения антрацена является циклодегидратирование о-метил или о-метилензамещённых диарилкетонов в так называемой реакции Эльбса.

## Применение
Антрацен — сырьё для получения антрахинона, многочисленных красителей, например ализарина. В виде кристаллов применяется как сцинтиллятор.

## Исследования
В 2005 химики из Калифорнийского университета в Риверсайде обнаружили первую «двуногую» молекулу 9,10-Дитиоантрацена, которая способна сама двигаться вперёд на плоской медной поверхности при нагревании.
Исследователи высказали предположение, что молекула может использоваться в молекулярных компьютерах.
В 2010 году антрацен был обнаружен в межзвёздной среде.